# コンゴ共和国の港湾
コンゴ共和国の港湾（コンゴきょうわこくのこうわん、英語: Ports and harbours in the Republic of the Congo）は、コンゴ共和国における港湾について記す。

## 一覧
- ポワントノワール港（ポワントノワール）
- ブラザヴィル港（ブラザヴィル）

- デュジェノ港（Djeno）
- アンフォンド港（アンフォンド）
- ウェッソ港（ウェッソ）
- オヨ港（オヨ（英語版））